# 22865 Емімоффетт
22865 Емімоффетт (1999 RQ173, 1998 KL28, 22865 Amymoffett) — астероїд головного поясу, відкритий 9 вересня 1999 року.
Тіссеранів параметр щодо Юпітера — 3,242.